# Banjar Agung Udik
Banjar Agung Udik is een bestuurslaag in het regentschap Tanggamus van de provincie Lampung, Indonesië. Banjar Agung Udik telt 2825 inwoners (volkstelling 2010).